# Takashi Fujisawa
Takashi Fujisawa (jap. 藤沢 隆, Fujisawa Takashi; * 7. Februar 1943 in Yoichi, Hokkaidō) ist ein ehemaliger japanischer Skispringer und Nordischer Kombinierer.

## Werdegang
Fujisawa begann seine Karriere als Kombinierer. Bei den Olympischen Winterspielen 1964 in Innsbruck erreichte er im Einzelwettbewerb den 20. Platz.
Sein erstes internationales Turnier als Skispringer bestritt Fujisawa mit der Nordischen Skiweltmeisterschaft 1966 im norwegischen Oslo. Dort gewann er von der Großschanze die Silbermedaille hinter dem Norweger Bjørn Wirkola. Er war damit der erste Medaillengewinner aus Japan bei Weltmeisterschaften. Im gleichen Jahr startete er erstmals bei der Vierschanzentournee. Seine beste Platzierung war der 13. Platz in Garmisch-Partenkirchen. Bei den Olympischen Winterspielen 1968 in Grenoble startete er in den Skisprungwettbewerben. Von der Normalschanze erreichte er dabei den 26. und von der Normalschanze den 18. Platz. Am 28. Dezember 1969 konnte er in Oberstdorf mit dem 8. Platz erstmals bei der Vierschanzentournee in einem Springen unter die besten zehn springen. Bei der Nordischen Skiweltmeisterschaft 1970 in Vysoké Tatry sprang Fujisawa von der Großschanze auf den 6. Platz. Bei der Vierschanzentournee 1971/72 konnte er mit dem 4. Platz in Garmisch-Partenkirchen das beste Einzelergebnis seiner Karriere bei diesem Turnier erreichen. Seine aktive Skisprungkarriere beendete er mit dem Start bei den Olympischen Winterspielen 1972 in Sapporo. Dort konnte er von der Normalschanze auf den 23. und von der Großschanze auf den 14. Platz springen.